# Ван Юйчэнь (снукерист)
Ван Юйчэ́нь (кит. упр. 王雨晨, пиньинь Wáng Yǔchén; род. 1997) — китайский профессиональный игрок в снукер.

## Биография и карьера
Родился 5 августа 1997 года в провинции Хэнань.
Впервые привлёк внимание снукерного сообщества в сентябре 2013 года, когда на Шанхай Мастерс победил Джо Перри и в следующем раунде проиграл Нилу Робертсону 3:5.
В марте 2016 года Ван Юйчэнь выиграл азиатский чемпионат по среди снукеристов Under-21. Эта победа принесла молодому китайскому спортсмену прописку среди профессионалов на сезоны 2016/17 и 2017/18 годов.